# Головно
Го́ловно (укр. Головне́) — посёлок в Ковельском районе Волынской области Украины. Административный центр Головненской поселковой общины.

## История
Селение Владимир-Волынского уезда Волынской губернии Российской империи. В ходе первой мировой войны было оккупировано австро-венгерскими войсками. После советско-польской войны осталось в составе Волынского воеводства Польши.
В ходе Великой Отечественной войны с 25 июня 1941 до 22 июля 1944 года селение было оккупировано немецкими войсками.
В 1972 году здесь действовал овощесушильный завод.
В январе 1989 года численность населения составляла 3212 человек.
До 2020 года посёлок входил в Любомльский район.
На 1 января 2023 года численность населения составляла 2900 человек.

## Транспорт
Находится в 12 км от железнодорожной станции Любомль Львовской железной дороги.

## Известные уроженцы и жители
- Оксентюк, Иван Евтухович (род. 1930) — украинский советский архитектор. Лауреат Государственной премии УССР им. Т. Г. Шевченко (1986 год).